# Anton Mavretič
Anton Mavretič, slovenski elektrotehnik in akademik, * 11. december 1934, Boldraž pri Metliki, Jugoslavija, † 21. november 2019, ZDA.
Študij elektrotehnike je začel na Univerzi v Ljubljani, po drugem letniku pa se je preselil k stricu v Denver (ZDA), kjer je leta 1959 diplomiral. Leta 1968 je na Državni univerzi Pensilvanije doktoriral z disertacijo o merjenju elektronov v plasti D ionosfere.
Mavretič je v letih od 1972 do 1979 sodeloval z Naso; na področju mikroelektronike je v okviru projektov Voyager 1 in Voyager 2 sodeloval pri izdelavi plazemskega spektrometra (PLS – Plasma Spectrometer), naprave za merjenje Sončevega vetra. Na Univerzi Harvard je sodeloval v raziskovalni skupini, ki se je pretežno posvečala proučevanju Sončeve korone kot izvora Sončevega vetra. Nato se je zaposlil na Univerzi v Bostonu, kjer je deloval kot profesor za elektroniko, načrtovanje čipov in razvoj integriranih vezij zelo visoke stopnje integracije (VLSI – very large scale integration) ter raziskovalni sodelavec Centra za vesoljsko fiziko. Leta 1981 so ga proglasili za profesorja leta, bil pa je tudi član znanstvenih ustanov največjega mednarodnega ugleda. Od junija 2007 je bil tudi dopisni član SAZU, 23. junija 2015 pa mu je predsednik Borut Pahor podelil srebrni red za zasluge RS.